# Orgens
Orgens es una freguesia portuguesa del concelho de Viseu, con 10,53 km² de superficie y 3.462 habitantes (2001). Su densidad de población es de 328,8 hab/km².